# Henri Barbier
Pour les articles homonymes, voir Barbier.
 (août 2024).
La mise en forme du texte ne suit pas les recommandations de Wikipédia : il faut le « wikifier ».
Les points d'amélioration suivants sont les cas les plus fréquents. Le détail des points à revoir est peut-être précisé sur la page de discussion.
- Les titres sont pré-formatés par le logiciel. Ils ne sont ni en capitales, ni en gras.
- Le texte ne doit pas être écrit en capitales (les noms de famille non plus), ni en gras, ni en italique, ni en « petit »…
- Le gras n'est utilisé que pour surligner le titre de l'article dans l'introduction, une seule fois.
- L'italique est rarement utilisé : mots en langue étrangère, titres d'œuvres, noms de bateaux, etc.
- Les citations ne sont pas en italique mais en corps de texte normal. Elles sont entourées par des guillemets français : « et ».
- Les listes à puces sont à éviter, des paragraphes rédigés étant largement préférés. Les tableaux sont à réserver à la présentation de données structurées (résultats, etc.).
- Les appels de note de bas de page (petits chiffres en exposant, introduits par l'outil «  Source ») sont à placer entre la fin de phrase et le point final[comme ça].
- Les liens internes (vers d'autres articles de Wikipédia) sont à choisir avec parcimonie. Créez des liens vers des articles approfondissant le sujet. Les termes génériques sans rapport avec le sujet sont à éviter, ainsi que les répétitions de liens vers un même terme.
- Les liens externes sont à placer uniquement dans une section « Liens externes », à la fin de l'article. Ces liens sont à choisir avec parcimonie suivant les règles définies. Si un lien sert de source à l'article, son insertion dans le texte est à faire par les notes de bas de page.
- La présentation des références doit suivre les conventions bibliographiques. Il est recommandé d'utiliser les modèles {{Ouvrage}}, {{Chapitre}}, {{Article}}, {{Lien web}} et/ou {{Bibliographie}}. Le mode d'édition visuel peut mettre en forme automatiquement les références.
- Insérer une infobox (cadre d'informations à droite) n'est pas obligatoire pour parachever la mise en page.

Pour une aide détaillée, merci de consulter Aide:Wikification.
Si vous pensez que ces points ont été résolus, vous pouvez retirer ce bandeau et améliorer la mise en forme d'un autre article.
Henri Barbier est un musicien belge, organiste, pédagogue, maître de chapelle, inspecteur de l'enseignement musical, directeur d'Académie de Musique et de Conservatoire Royal, né à Blandain en 1944.

## Biographie
Henri Barbier naît le 6 juillet 1944 à Blandain, commune du Tournaisis frontalière avec la France. Son apprentissage musical débute au Conservatoire de Tournai ainsi qu'à l'École Saint-Grégoire (à Tournai) où, pour l'orgue, il est l'élève du Chanoine Abel Delzenne.
Il étudie ensuite au Conservatoire Royal de Bruxelles où il obtient plusieurs Premiers Prix (Écriture, Harmonie pratique, Histoire) ainsi que celui d'Orgue, dans la classe de Léopold Sluys, après avoir travaillé avec Charles Hens.
La personnalité musicale d'Henri Barbier se caractérise par le goût d'une grande ouverture culturelle, la recherche pédagogique, un vif intérêt la musique dans la diversité de ses manifestations, (en particulier la musique sacrée et liturgique).
Il exerce la fonction d'enseignant (à l'Institut Saint-Luc et à l'Académie de Musique Saint-Grégoire à Tournai), d'organiste et de maître de chapelle (à la cathédrale Notre-Dame de Tournai), d'inspecteur de l'enseignement musical (auprès du Ministère de la Fédération Wallonie-Bruxelles), et de directeur (Académie de Musique Saint-Grégoire et Conservatoire Royal de Mons).

### Organiste et Maître de Chapelle
En 1969, succédant à Pierre Rosoor, il devient titulaire du grand orgue Alexandre Ducroquet de la cathédrale Notre-Dame de Tournai, instrument remarquable dont l'histoire est rendue célèbre par le passage de César Franck en 1890.
À cette fonction s'ajoute, en 1978, celle de Maître de Chapelle, à la suite de la mise à la retraite du Chanoine Delzenne.
Très impliqué dans la fonction de musicien liturgique, Henri Barbier compose de nombreux chants pour chœur et assemblée, dans l'esprit des textes conciliaires. Parmi ceux-ci, citons la Messe de Saint-Luc, Tropaire pour le jour de Pâques, Je vis la Nouvelle Jérusalem, Tota pulchra est (cantate), ainsi qu'un recueil de pièces pour orgue positif (Cinq improvisations).
Il inscrit également au programme les grandes œuvres du répertoire (Bach, Haendel, etc) ainsi que des pièces contemporaines : Maurice Guillaume, Jean Langlais, Gaston Litaize, Christian Villeneuve.
En 2005, à la suite d'une divergence d'appréciation relative au répertoire de musique liturgique à utiliser lors des célébrations, l'évêque de Tournai, Mgr Harpigny, met fin aux fonctions d'Henri Barbier après 35 ans d'activités.
Dans le domaine de la programmation musicale, en qualité de délégué du Festival de Wallonie (durant les années 1970 à 1980), Henri Barbier organise la venue à Tournai, en l'église Saint-Brice, d'organistes de réputation internationale tels Pierre Cochereau, Lionel Rogg, Ton Koopman, Bernard Foccroulle.
Il donne également des concerts en Belgique, France et Allemagne, et participe à l'inauguration d'instruments et se produit régulièrement avec le trompettiste Christian Chuffart (trompette-solo à la Musique royale des Guides).
À Tournai, il met l'orgue de la cathédrale en valeur lors de concerts auxquels participent (entre autres) des concertistes tels Jean-Jacques Grünenwald et Michel Chapuis.
Au cours des années 1980, Henri barbier fait construire un orgue positif par la Maison Delmotte, destiné de la chapelle capitulaire de la cathédrale, participe à la conception de l'orgue de salon du Docteur Frans Vermaut (à Tournai) puis, devenu directeur du Conservatoire Royal de Mons, s'implique dans la construction d'un orgue d'étude construit par le facteur Rudy Jacques.

### La Chapelle Musicale
Au cours des années 1970, Henri Barbier fonde La Chapelle Musicale de la Cathédrale, un orchestre à cordes qui, dans l'esprit traditionnel, accompagne la Maîtrise de la cathédrale lors des grands offices, où se produit à l'occasion de concerts qui font appel à des musiciens renommés (la basse Jules Bastin, par exemple).
Cet orchestre porte aujourd'hui le nom de Chapelle musicale de Tournai. Il a réalisé plusieurs CDs et, entre autres manifestations, accompagne les candidats pianistes du Concours International André Dumortier.

### L'Académie de Musique Saint-Grégoire
En 1981, le Chanoine Abel Delzenne met un terme à sa charge de directeur de l'École Saint-Grégoire (qu'il occupe depuis 1946).
Fondée en 1880 dans le sillage du Mouvement Cécilien, l'École Saint-Grégoire – à l'instar de nombreuses autres Institut fondés à la même époque en Europe –, se destine à la formation des chantres et des organistes destinés au service du culte. Dans son histoire particulière, l'École Saint-Grégoire a bénéficié de l'attention et du soutien de figures éminentes. Parmi ses élèves, elle compte de nombreux musiciens et compositeurs (Prix de Rome), dont le plus célèbre est Jean Absil.
Mgr Jean Huard, évêque de Tournai, charge alors Henri Barbier de prendre la succession. Durant plusieurs années, entourés de jeunes professeurs, il maintient cette école en activité tout en s'impliquant de manière décisive pour sa pérennité.
Ses efforts aboutissent en 1987. Après avis favorable d'une commission de spécialistes, l'École Saint-Grégoire est reconnue par décret du ministre de l'Éducation nationale André Bertouille est classée dans l'enseignement secondaire artistique à horaire réduit, avec un programme spécifique dû à son histoire et sa vocation.
En 1988, appelé à d'autres fonctions, Henri Barbier achève son mandat de directeur de l'École Saint-Grégoire (qui prend le nom d'Académie de Musique Saint-Grégoire).

### Inspecteur pédagogique et Directeur de Conservatoire Royal
En 1988, Henri Barbier est détaché au service d'inspection de la Communauté française (fonction qu'il exerce jusqu'en 2009). Dans ce cadre, il pilote le projet de réforme musicale, statutaire et pédagogique qui se concrétise en 1998 dans un nouveau décret qui régit l'enseignement secondaire artistique à horaire réduit.
À partir de 1998, Il s'occupe du Processus de Bologne qui régit l'enseignement l'enseignement supérieur européen (ici dans le domaine artistique à travers les Hautes Écoles dont les Conservatoires Royaux font désormais partie).
En 1995, succédant à Jean-Marie Quenon, il dirige durant quatre ans le Conservatoire Royal de Mons. Son mandat se caractérise par une réflexion pédagogique adaptée à ce type d'établissement ainsi que l'organisation d'auditions et de conférences faisant appel, à titre d'exemple, à des compositeurs contemporains tels Magnus Lindberg et Luis de Pablo, ou le musicologue Harry Halbreich. Ainsi qu'une redymanisation du département des Arts Parlés.

## Discographie
Henri Barbier a réalisé plusieurs enregistrements, sous format vinyle (33t) et CD.
À l'orgue de la cathédrale de Tournai, il interprète quelques pièces de Johann Sebastian Bach, Joseph Jongen et Jean Langlais. En qualité de Maître de Chapelle, il dirige la Maîtrise dans un répertoire allant du Chant grégorien à la polyphonie, des extraits des Requiem de Gabriel Fauré et de Maurice Duruflé ainsi que quelques-unes de ses œuvres.
En 2003, un CD de ses œuvres est publié :
- Henri Barbier : Morceaux choisis, Orgue et chants sacrés, Maîtrise de la cathédrale de Tournai, publié par Les Amis de la Cathédrale, 2003, réf : MCT1.